# 곽재구
곽재구(郭在九, 1954년 1월 1일~ )는 대한민국의 시인이다.
1954년 1월 1일 광주에서 출생하였다. 광주제일고등학교, 전남대학교 국문학과와 숭실대학교대학원 국문학과를 졸업하였다. 1981년 《중앙일보》 신춘문예로 등단하였다. 시집으로 《사평역에서》,《서울 세노야》,《참 맑은 물살》 등이 있고, 기행 산문집으로 《내가 사랑한 사람 내가 사랑한 세상》이 있다. 순천대학교 문예창작학과 교수로 재직하다 2021년 정년 퇴임하였다.
1992년 제10회 신동엽창작기금을 수혜하여 1995년 시집 《참 맑은 물살》을 펴냈으며, 동서문학상을 수상하였다.
곽재구의 시는 화려한 문구로 꾸미거나 치장하기보다는 삶 속에서 드러나는 진지한 생의 풍경을 시 속에 생생하게 작동시킨다는 평을 받는다. 1981년 《중앙일보》 신춘문예에 시 <사평역에서>가 당선되어 등단했다. 이후 시집 《사평역에서》, 《전장포 아리랑》, 《서울세노야》, 《참 맑은 물살》, 《꽃보다 먼저 마음을 주었네》 등과 기행 산문집 《내가 사랑한 사람 내가 사랑한 세상》, 동화집 《아기 참새 찌꾸》, 《낙타풀의 사랑》, 《세상에서 제일 맛있는 자장면》 등을 냈다. 오월시 동인으로 활동했고 제10회 신동엽창작기금과 제9회 동서문학상을 수상했다.

## 작품

### 시
- 사평역에서 : 곽재구 시인의 대표작으로, 한신대학교 문예창작학과 임철우 교수가 사평역에서의 시를 인용해 사평역이라는 소설을 썼다.

### 시집
- 《사평역에서》 (창작과비평사, 1983)
- 《전장포 아리랑》 (민음사, 1985)
- 《서울 세노야》 (문학과지성사, 1990)
- 《참 맑은 물살》 (창작과비평사, 1995)
- 《꽃보다 먼저 마음을 주었네》 (열림원, 1999)
- 《우리가 별과 별 사이를 여행할 때》 (이가서, 2011)
- 《와온 바다》 (창작과 비평사, 2012)
- 《꽃으로 엮은 방패》 (창작과 비평사, 2021)

## 같이 보기
- 한국어 시인 목록